# Scaphyglottis conferta
Scaphyglottis conferta é uma espécie de orquídea epífita, família Orchidaceae, que habita o Peru.